# Saison 1943-1944 des Canadiens de Montréal
Autres saisons
Saison précédente Saison suivante
La saison 1943-1944 de hockey sur glace est la 35e saison que jouent les Canadiens de Montréal. Ils évoluent alors dans la Ligue nationale de hockey et finissent à la 1re place au classement.

## Saison régulière

### Classement
|                        | V  | D  | N | Pts | BP  | BC  | Pun |
| ---------------------- | -- | -- | - | --- | --- | --- | --- |
| Canadiens de Montréal  | 38 | 5  | 7 | 83  | 234 | 109 | 557 |
| Red Wings de Détroit   | 26 | 18 | 6 | 58  | 214 | 177 | 374 |
| Maple Leafs de Toronto | 23 | 23 | 4 | 50  | 214 | 174 | 303 |
| Black Hawks de Chicago | 22 | 23 | 5 | 49  | 178 | 187 | 240 |
| Bruins de Boston       | 19 | 26 | 5 | 43  | 223 | 268 | 207 |
| Rangers de New York    | 6  | 39 | 5 | 17  | 162 | 310 | 253 |

## Match après match

### Octobre
| No | Date       | Visiteur         | Score | Domicile              | Fiche | Pts |
| -- | ---------- | ---------------- | ----- | --------------------- | ----- | --- |
| 1  | 30 octobre | Bruins de Boston | 2-2   | Canadiens de Montréal | 0-0-1 | 1   |

### Novembre
| No | Date        | Visiteur               | Score | Domicile              | Fiche | Pts |
| -- | ----------- | ---------------------- | ----- | --------------------- | ----- | --- |
| 2  | 2 novembre  | Rangers de New York    | 1-2   | Canadiens de Montréal | 1-0-1 | 3   |
| 3  | 4 novembre  | Canadiens de Montréal  | 5-3   | Blackhawks de Chicago | 2-0-1 | 5   |
| 4  | 7 novembre  | Blackhawks de Chicago  | 1-5   | Canadiens de Montréal | 3-0-1 | 7   |
| 5  | 13 novembre | Red Wings de Détroit   | 1-4   | Canadiens de Montréal | 4-0-1 | 9   |
| 6  | 14 novembre | Canadiens de Montréal  | 2-0   | Red Wings de Détroit  | 5-0-1 | 11  |
| 7  | 16 novembre | Canadiens de Montréal  | 2-2   | Bruins de Boston      | 5-0-2 | 12  |
| 8  | 18 novembre | Maple Leafs de Toronto | 2-5   | Canadiens de Montréal | 6-0-2 | 14  |
| 9  | 20 novembre | Canadiens de Montréal  | 7-2   | Blackhawks de Chicago | 7-0-2 | 16  |
| 10 | 21 novembre | Bruins de Boston       | 4-13  | Canadiens de Montréal | 8-0-2 | 18  |
| 11 | 27 novembre | Rangers de New York    | 3-6   | Canadiens de Montréal | 9-0-2 | 20  |
| 12 | 28 novembre | Canadiens de Montréal  | 2-2   | Red Wings de Détroit  | 9-0-3 | 21  |

### Décembre
| No | Date        | Visiteur              | Score | Domicile               | Fiche  | Pts |
| -- | ----------- | --------------------- | ----- | ---------------------- | ------ | --- |
| 13 | 2 décembre  | Blackhawks de Chicago | 2-6   | Canadiens de Montréal  | 10-0-3 | 23  |
| 14 | 4 décembre  | Red Wings de Détroit  | 2-8   | Canadiens de Montréal  | 11-0-3 | 25  |
| 15 | 5 décembre  | Canadiens de Montréal | 4-5   | Bruins de Boston       | 11-1-3 | 25  |
| 16 | 11 décembre | Canadiens de Montréal | 2-4   | Maple Leafs de Toronto | 11-2-3 | 25  |
| 17 | 12 décembre | Canadiens de Montréal | 5-1   | Red Wings de Détroit   | 12-2-3 | 27  |
| 18 | 19 décembre | Bruins de Boston      | 1-3   | Canadiens de Montréal  | 13-2-3 | 29  |
| 19 | 25 décembre | Blackhawks de Chicago | 1-5   | Canadiens de Montréal  | 14-2-3 | 31  |
| 20 | 30 décembre | Red Wings de Détroit  | 3-8   | Canadiens de Montréal  | 15-2-3 | 33  |

### Janvier
| No | Date        | Visiteur               | Score | Domicile               | Fiche  | Pts |
| -- | ----------- | ---------------------- | ----- | ---------------------- | ------ | --- |
| 21 | 1er janvier | Canadiens de Montréal  | 4-0   | Blackhawks de Chicago  | 16-2-3 | 35  |
| 22 | 2 janvier   | Canadiens de Montréal  | 5-2   | Red Wings de Détroit   | 17-2-3 | 37  |
| 23 | 4 janvier   | Maple Leafs de Toronto | 3-6   | Canadiens de Montréal  | 18-2-3 | 39  |
| 24 | 8 janvier   | Rangers de New York    | 2-8   | Canadiens de Montréal  | 19-2-3 | 41  |
| 25 | 9 janvier   | Canadiens de Montréal  | 6-5   | Rangers de New York    | 20-2-3 | 43  |
| 26 | 11 janvier  | Canadiens de Montréal  | 0-5   | Maple Leafs de Toronto | 20-3-3 | 43  |
| 27 | 13 janvier  | Red Wings de Détroit   | 2-2   | Canadiens de Montréal  | 20-3-4 | 44  |
| 28 | 16 janvier  | Canadiens de Montréal  | 1-1   | Blackhawks de Chicago  | 20-3-5 | 45  |
| 29 | 22 janvier  | Bruins de Boston       | 2-6   | Canadiens de Montréal  | 21-3-5 | 47  |
| 30 | 23 janvier  | Canadiens de Montréal  | 4-1   | Bruins de Boston       | 22-3-5 | 49  |
| 31 | 27 janvier  | Maple Leafs de Toronto | 2-2   | Canadiens de Montréal  | 22-3-6 | 50  |
| 32 | 30 janvier  | Canadiens de Montréal  | 5-3   | Rangers de New York    | 23-3-6 | 52  |

### Février
| No | Date       | Visiteur               | Score | Domicile               | Fiche  | Pts |
| -- | ---------- | ---------------------- | ----- | ---------------------- | ------ | --- |
| 33 | 5 février  | Blackhawks de Chicago  | 1-6   | Canadiens de Montréal  | 24-3-6 | 54  |
| 34 | 8 février  | Canadiens de Montréal  | 0-3   | Bruins de Boston       | 24-4-6 | 54  |
| 35 | 12 février | Canadiens de Montréal  | 3-2   | Maple Leafs de Toronto | 25-4-6 | 56  |
| 36 | 13 février | Canadiens de Montréal  | 2-2   | Blackhawks de Chicago  | 25-4-7 | 57  |
| 37 | 17 février | Canadiens de Montréal  | 3-2   | Red Wings de Détroit   | 26-4-7 | 59  |
| 38 | 19 février | Rangers de New York    | 2-5   | Canadiens de Montréal  | 27-4-7 | 61  |
| 39 | 20 février | Canadiens de Montréal  | 7-2   | Rangers de New York    | 28-4-7 | 63  |
| 40 | 24 février | Maple Leafs de Toronto | 1-3   | Canadiens de Montréal  | 29-4-7 | 65  |
| 41 | 26 février | Bruins de Boston       | 2-10  | Canadiens de Montréal  | 30-4-7 | 67  |
| 42 | 27 février | Canadiens de Montréal  | 5-1   | Red Wings de Détroit   | 31-4-7 | 69  |

### Mars
| No | Date    | Visiteur               | Score | Domicile               | Fiche  | Pts |
| -- | ------- | ---------------------- | ----- | ---------------------- | ------ | --- |
| 45 | 4 mars  | Canadiens de Montréal  | 5-2   | Maple Leafs de Toronto | 32-4-7 | 71  |
| 46 | 5 mars  | Maple Leafs de Toronto | 3-8   | Canadiens de Montréal  | 33-4-7 | 73  |
| 47 | 9 mars  | Canadiens de Montréal  | 3-2   | Blackhawks de Chicago  | 34-4-7 | 75  |
| 48 | 11 mars | Red Wings de Détroit   | 3-4   | Canadiens de Montréal  | 35-4-7 | 77  |
| 47 | 12 mars | Canadiens de Montréal  | 5-6   | Bruins de Boston       | 35-5-7 | 77  |
| 48 | 16 mars | Blackhawks de Chicago  | 2-3   | Canadiens de Montréal  | 36-5-7 | 79  |
| 49 | 18 mars | Rangers de New York    | 2-11  | Canadiens de Montréal  | 37-5-7 | 81  |
| 50 | 19 mars | Canadiens de Montréal  | 6-1   | Rangers de New York    | 38-5-7 | 83  |

## Alignement

### Gardien de but
- Bill Durnan

### Défenseur
- Mike McMahon

- Émile Bouchard

- Léo Lamoureux

- Glen Harmon

### Attaquants
- Buddy O'Connor

- Ray Getliffe

- Elmer Lach

- Fern Majeau

- Hector Blake

- Gerry Heffernan

- Maurice Richard

- Erwin Chamberlain

- Phil Watson

- Bob Fillion